# Castelvetere in Val Fortore
Castelvetere in Val Fortore község (comune) Olaszország Campania régiójában, Benevento megyében.

## Fekvése
A északkeleti megye részén fekszik, 90 km-re északkeletre Nápolytól, 35 km-re északkeletre a megyeszékhelytől. Határai: Baselice, Colle Sannita, Riccia, San Bartolomeo in Galdo és Tufara.

## Története
A régészeti leletek tanúsága szerint már az ókorban lakott vidék volt, de első említése a normann időkből származik, amikor Bojano grófjai a beneventói Santa Sofia-kolostornak adományozták. A 13. századtól ismét nemesi birtok lett. A 19. században nyerte el önállóságát, amikor a Nápolyi Királyságban felszámolták a feudalizmust. 1811-ig Capitanata része volt, majd Moliséhez csatolták. 1861-ben került Benevento megyéhez. 

## Népessége
A népesség számának alakulása:

## Főbb látnivalói
- Palazzo Moscatelli
- Palazzo Mazzelli
- Palazzo de Vita
- San Nicola Vescovo-templom